# Ernst Schoof
Ernst Schoof (* 12. Juli 1901 in Hamburg; † 16. September 1984) war ein deutscher Politiker (CDU). Er war von 1967 bis 1971 Zweiter Vizepräsident des Landtages von Schleswig-Holstein.

## Leben und Beruf
Nach dem Abitur an einem Realgymnasium absolvierte Schoof ein Studium der Rechtswissenschaft an der Albertus-Universität Königsberg, der Georg-August-Universität Göttingen und der Christian-Albrechts-Universität Kiel, welches er mit dem ersten juristischen Staatsexamen beendete. Während seines Studiums wurde er 1923 Mitglied der Burschenschaft der Krusenrotter Kiel. Nach dem anschließenden Referendariat legte Schoof auch das zweite Staatsexamen ab. Danach ließ er sich 1929 als Rechtsanwalt in Heide nieder und wurde 1937 auch zum Notar bestellt. 1942 verlegte er seine Kanzlei nach Meldorf. Schoof war Fachanwalt für Steuerrecht.
Ernst Schoof war evangelisch, verheiratet und hatte drei Kinder.

## Partei
Schoof trat zum 1. April 1936 der NSDAP bei. Er gehörte nach dem Ende des Zweiten Weltkrieges zu den Gründungsmitgliedern der CDU.

## Abgeordneter
Er war von 1950 bis 1971 Mitglied des Landtages von Schleswig-Holstein. Dort war er von 1954 bis 1971 Vorsitzender des Ausschusses für Wahlprüfung und daneben von 1960 bis 1970 auch Vorsitzender des Innenausschusses. Schoof gehörte von 1963 bis 1964 dem Vorstand der CDU-Landtagsfraktion an und war von 1967 bis 1971 auch deren stellvertretender Vorsitzender. Am 29. November 1967 wurde er zum Zweiten Landtagsvizepräsidenten gewählt.
Ernst Schoof ist 1950 als direkt gewählter Abgeordneter des Wahlkreises Süderdithmarschen – Meldorf und seit 1954 stets als Abgeordneter des Wahlkreises Süderdithmarschen in den Landtag eingezogen.

## Öffentliche Ämter
Schoof war vom 23. Februar 1955 bis zum 4. Dezember 1967 Parlamentarischer Vertreter des Innenministers von Schleswig-Holstein.

## Ehrungen
Am 9. September 1966 wurde Schoof das Große Verdienstkreuz des Bundesverdienstkreuzes verliehen.